# Léopold Wolff
Léopold Wolff, nacido en 1863 y fallecido en 1924 , fue un escultor francés, del estilo Art Nouveau en Nancy.

## Datos biográficos
Perteneció a la llamada École de Nancy

## Obras
Entre las mejores y más conocidas obras de Léopold Wolff se incluyen las siguientes decoraciones escultóricas: todas ellas en Nancy, Francia:
- Casa del Doctor Paul Jacques , 1905-1907 ,((en francés)Maison du Docteur Paul Jacques)

Esquina 41 avenue Foch ; 37 rue Jeanne d'Arc.
Edificio del arquitecto Paul Charbonnier. Los vitrales son de Jacques Gruber.
48°41′14″N 6°10′15″E / 48.68722, 6.17083
- Cervecería Excelsior , 1910 ,((en francés) Brasserie L'Excelsior)

1-3 de la rue Mazagran.
Edificio de los arquitectos Lucien Weissenburger y Alexandre Mienville. Los vitrales son de Jacques Gruber.
Declarada monumento histórico de Francia en 1976
48°41′26″N 6°10′32″E / 48.69056, 6.17556
- Casa Geschwindenhamer (Maison Geschwindenhamer) , 1905,

Quai de la Bataille 6ter (distrito 03) Nancy,
cerámicas de Gentil & Bourdet , edificio de los arquitectos Henri Gutton y Joseph Hornecker.
48°40′52″N 6°11′10″E / 48.68111, 6.18611
- Casa de vinos de Lucien Georges, 1904-1909,

152 de la rue Jeanne d'Arc .
Edificio del arquitecto Louis Déon
48°40′53″N 6°10′29″E / 48.6812788, 6.1748113